# Pour elle (Riccardo Cocciante)
"Pour elle" is een nummer van de Frans-Italiaanse zanger Riccardo Cocciante uit 1993.
Het nummer is geschreven en geproduceerd door Cocciante, met Franse teksten van Jean-Paul Dreau. Het is in 1993 uitgebracht als single van Cocciantes album Empreinte. 
Cocciante heeft het nummer in meerdere talen uitgebracht. Naast het origineel in het Frans, is het ook uitgebracht onder de titels "Per lei" (Italiaans), "Por Ella" (Spaans), en "I'd Fly" (Engels; duet met Francesca Belenis). 
De Franstalige versie werd met name in Frankrijk veel gedraaid. Nederlandse radiozenders gaven de voorkeur aan de Italiaanse versie.

## NPO Radio 2 Top 2000
| Nummer met noteringen in de NPO Radio 2 Top 2000 | '99  | '00  |
| ------------------------------------------------ | ---- | ---- |
| Per lei                                          | 1872 | 1735 |

1. ↑  Een vetgedrukt getal geeft de hoogste notering aan.
2. ↑  Deze tabel is bijgewerkt tot en met de laatste editie (2024).

## Versie van Paul de Leeuw
In 1994 nam de Nederlandse zanger Paul de Leeuw een versie van het nummer op voor het album ParaCDmol. Zijn lied, "Voorbij", gebruikte de muziek van Cocciante maar De Leeuw schreef er een eigen Nederlandstalige tekst bij. Deze cover bereikte de tweede plaats in de Nederlandse Top 40.